# Helmer & Søn
Helmer & Søn er en dansk kortfilm fra 2006, instrueret af Søren Pilmark og skrevet af Roni Ezra og Pelle Møller. Filmen har Steen Stig Lommer, Per Pallesen og Ditte Hansen i hovedrollerne, og den fortæller historien om en mand der bliver kaldt til et plejehjem, hvor hans far har lukket sig inde i et skab.
I 2007 var Helmer & Søn nomineret til en Oscar for bedste kortfilm, men tabte til den amerikanske West Bank Story. For Søren Pilmark kom nyheden om nomineringen som en overraskelse, da producenten Kim Magnusson ikke havde informeret ham om, at filmen var blevet indleveret til bedømmelse.
I forbindelse med oscaruddelingen blev filmen vist i 60 biografer i USA, hvilket var den bredeste visning for en dansk film nogensinde.

## Handling
Den stressede forretningsmand Jess (Steen Stig Lommer) bliver kaldt til sin fars plejehjem, fordi faren (Per Pallesen) har lukket sig inde i et skab på sit værelse. Plejehjemslederen (Margrethe Koytu) fortæller, at faren ikke er mødt op til flere af måltiderne. Sønnen forsøger at overtale faren til at komme ud af skabet, men afbrydes af et mobilopkald i sin egenskab af chef for familieforetagendet "Helmer & Søn", som han netop har overtaget i forbindelse med farens pension. Det er en gammel, men krævende kunde, og faren giver sit besyv med fra skabet.
I mellemtiden ankommer Helmers datter Vibeke og barnebarnet Sophie (Ditte Hansen og Majken Mac), og Vibeke og Jess bliver uenige om det var den rigtige beslutning at sende faren på plejehjem. Telefonen ringer igen, og Jess fortæller bebrejdende Helmer, at han ikke længere er bange for ikke at kunne køre forretningen på egen hånd. Derpå træder faren ud af skabet, splitternøgen, og giver sønnen et knus. Da den anden skabslåge går op, viser det sig at der sidder en ældre dame, der også var forsvundet, derinde. Også helt nøgen.

## Medvirkende
- Steen Stig Lommer som Jess
- Per Pallesen som Helmer
- Ditte Hansen som Vibeke
- Margrethe Koytu som Lederen
- Yvette Jørgensen som Asta
- Majken Mac som Sophie
- Birthe Petersen som Dagvagt
- Ronald Henriksen som Beboer